# 장샤오룽
장샤오룽(张小龙, Zhang Xiaolong, 1969년 ~ )은 중국의 소프트웨어 엔지니어이자 기업인으로, 텐센트(Tencent)에 소속되어 있으며, 위챗(WeChat)의 개발자로 가장 잘 알려져 있다.

## 생애 및 교육
장샤오룽은 1969년 중국 후난성 창사에서 태어났다. 그는 우한 대학교에서 공학 학사와 석사 학위를 취득하였다. 대학 졸업 후, 그는 소프트웨어 개발자로서 경력을 시작하며 중국의 초기 인터넷 산업에서 두각을 나타냈다.

## 경력
1990년대 후반, 장샤오룽은 이메일 클라이언트인 Foxmail을 개발하여 큰 주목을 받았다. 이 프로그램은 직관적이고 간단한 사용자 인터페이스로 중국 내외에서 많은 인기를 끌었다. 2005년, 장샤오룽은 텐센트에 합류하여 모바일 메신저 플랫폼 개발을 이끌었다.

2011년, 장샤오룽은 모바일 메신저 애플리케이션인 위챗(WeChat)을 출시하였다. 위챗은 초기에는 단순한 메시징 애플리케이션이었으나, 이후 음성 메시지, 결제, 게임, 소셜 네트워크 기능을 포함한 '슈퍼 앱'으로 발전하며 중국 내에서 가장 인기 있는 애플리케이션 중 하나로 자리 잡았다. 2020년 기준으로 위챗은 12억 명 이상의 사용자를 보유하고 있다.

## 위챗(WeChat)의 성공
위챗은 단순한 메시징 도구를 넘어, 위챗 페이(WeChat Pay)와 소셜 네트워킹 기능, 미디어 콘텐츠 소비 기능을 포함하여 종합적인 사용자 경험을 제공하는 플랫폼으로 성장하였다. 위챗은 중국의 디지털 경제 발전에 큰 기여를 하였으며, 장샤오룽은 이를 통해 중국 IT 산업에서 중요한 인물로 평가받고 있다.

## 철학과 영향
장샤오룽은 "사용자 중심" 철학을 바탕으로 제품 개발을 진행하며, 항상 사용자의 경험을 최우선으로 고려한다. 이는 위챗의 성공 요인 중 하나로 꼽히며, 그는 단순한 기능 추가보다는 사용자에게 실질적으로 유용한 도구를 제공하는 데 중점을 두고 있다.

## 개인 생활
장샤오룽은 대중 앞에 나서는 일이 적고, 주로 기술 개발에 집중하는 것으로 알려져 있다.